# Cuarto Ejército (Japón)
El Cuarto Ejército (第4軍  Dai-yon gun?) fue un cuerpo de ejército del Ejército Imperial Japonés con base en Manchukuo, desde la guerra ruso-japonesa hasta el final de la Segunda Guerra Mundial.

## Historia

### Guerra Ruso-Japonesa
El 4.º Ejército Japonés fue creado inicialmente el 24 de junio de 1904, a mitad de la guerra ruso-japonesa, bajo el mando del General Nozu Michitsura, formado con varios elementos de reserva para proveer de soporte y adicional mano de obra en la marcha japonesa hacia Mukden en los últimos meses de la guerra contra la Rusia Imperial.
Esta unidad fue licenciada en Mukden, el 17 de enero de 1906, tras la firma del Tratado de Portsmouth y el final de la guerra.

### Segunda guerra sino-japonesa
Tras el inicio de la segunda guerra sino-japonesa, el 4.º Ejército Japonés fue reorganizado de nuevo como una fuerza de guarnición para vigilar la frontera norte de Manchukuo contra las posibles incursiones del Ejército Soviético. Tenía su base en Bei'an, la capital de una provincia del norte de Manchukuo del mismo nombre, esta estaba fuertemente fortificada con varios emplazamientos preparados.
Más tarde, pasó a formar parte del mando operacional del Ejército Japonés de la Primera Área bajo el mando superior del Ejército Kwantung.

### Segunda Guerra Mundial
Como la situación de la guerra en los frentes del sudeste de Asia y China, durante la Segunda Guerra Mundial, era contraria para los japoneses, hombres experimentados y equipamiento fueron retirados del 4.º Ejército Japonés para reforzar otras unidades en aquellos frentes, dejándolo muy reducido, situación en la que se encontró, a principios de 1945, cuando los rusos invadieron Manchuria.
Durante la invasión soviética de Manchuria, en los días finales del conflicto mundial, el 4.º Ejército Japonés no fue un obstáculo para las más experimentadas tropas de las divisiones acorazadas y de infantería mecanizada del Ejército de la Unión Soviética, que rápidamente sobrepasaron y rodearon las defensas japonesas, cuyas fuerzas fueron empujadas hacia Harbin, al mismo tiempo que se firmaba la rendición de Japón. Muchas de sus tropas supervivientes acabaron como prisioneros de guerra de la Unión Soviética.

## Lista de Mandos

### Comandantes en Jefe
|   | Nombre                              | De                       | A                        |
| - | ----------------------------------- | ------------------------ | ------------------------ |
| 1 | General Nozu Michitsura             | 30 de junio de 1904      | 12 de enero de 1906      |
| X | Desorganizado                       |                          |                          |
| 1 | Teniente General Kesaware Nakashima | 15 de julio de 1938      | 1 de agosto de 1939      |
| 2 | Teniente General Jun Ushiroku       | 1 de agosto de 1939      | 28 de septiembre de 1940 |
| 3 | Teniente General Kohei Washizu      | 28 de septiembre de 1940 | 15 de octubre de 1941    |
| 4 | Teniente General Isamu Yokoyama     | 15 de octubre de 1941    | 21 de septiembre de 1942 |
| 5 | Teniente General Tatsumi Kusaba     | 21 de septiembre de 1942 | 7 de febrero de 1944     |
| 6 | Teniente General Kanji Nishihara    | 7 de febrero de 1944     | 23 de marzo de 1944      |
| 7 | Teniente General Mikio Uemura       | 23 de marzo de 1944      | Septiembre de 1945       |

### Jefes de Estado Mayor
|   | Nombre                               | De                       | A                        |
| - | ------------------------------------ | ------------------------ | ------------------------ |
| 1 | Mayor General Uehara Yusaku          | 30 de junio de 1904      | 23 de enero de 1906      |
| X | Desorganizado                        |                          |                          |
| 1 | Teniente General Renya Mutaguchi     | 15 de julio de 1938      | 1 de diciembre de 1939   |
| 2 | Teniente General Masao Yoshizumi     | 1 de diciembre de 1939   | 9 de septiembre de 1940  |
| 3 | Teniente General Hiroshi Watanabe    | 9 de septiembre de 1940  | 7 de julio de 1941       |
| 4 | Teniente General Asasaburo Kobayashi | 7 de julio de 1941       | 1 de diciembre de 1941   |
| 5 | Teniente General Hiroshi Watanabe    | 1 de diciembre de 1941   | 1 de agosto de 1942      |
| 6 | Teniente General Kohei Takeshi       | 1 de agosto de 1942      | 11 de septiembre de 1943 |
| 7 | Mayor General Saburo Hagi            | 11 de septiembre de 1943 | 26 de diciembre de 1944  |
| 8 | Mayor General Bujo Ono               | 26 de diciembre de 1944  | Septiembre de 1945       |